# Scrapbooking

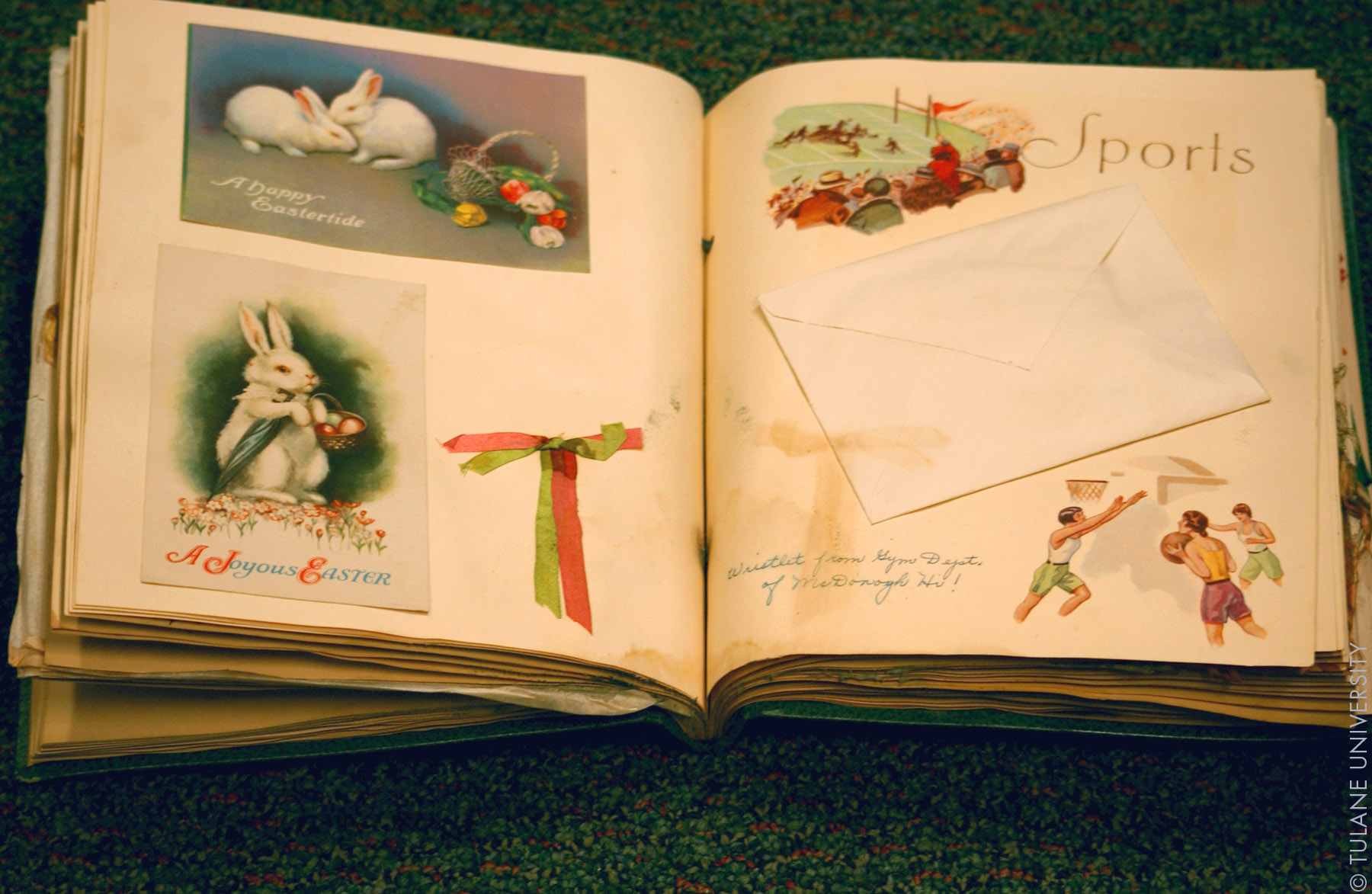
Egy régi scrapbook

Scrapbooking, egy szó ami lassan belecsúszik változatlan formában más nyelvekbe is, a neve annak a hobbinak, ami célja személyes/családi történelem fényképek, levelek, nyomtatott művek, kéziratok, stb formájában való színes, művészies album(ok)ban, ún. scrapbook(ok)ban való megőrzése.
Egy ilyen személyes, családi hagyománygyűjtemény készítésének a gyakorlata visszamegy talán közvetlenül a nyomdászat és fényképészet feltalálása utáni korszakra, de nyomait találták a klasszikus görög történelemben is.
Scrapbooking röviden valaki személyes, vagy családi történetének a vizuális formában való elmesélése, amit magyarul talán emlékkönyvnek is nevezhetnénk.

## Fordítás
- Ez a szócikk részben vagy egészben  a   Scrapbooking című angol Wikipédia-szócikk fordításán alapul.  Az eredeti cikk szerkesztőit annak laptörténete sorolja fel. Ez a jelzés csupán a megfogalmazás eredetét és a szerzői jogokat jelzi, nem szolgál a cikkben szereplő információk forrásmegjelöléseként.

## Külső hivatkozások
- Scrapbook.lap.hu – linkgyűjtemény